# Nolan Martens
Nolan Martens (Leuven, 7 juli 2004) is een Belgisch voetballer die onder contract ligt bij Excelsior Rotterdam. Hij speelt op de positie van rechtsachter.

## Clubcarrière
Martens werd geboren in Leuven, maar groeide op in Holsbeek. Op vierjarige leeftijd begon hij te voetballen bij Olympia SC Wijgmaal, waar zijn vader ook nog gevoetbald had. Bij Wijgmaal werd Martens al snel gescout, waarna hij de overstap maakte naar de jeugdopleiding van profclub Oud-Heverlee Leuven. In 2016 maakte Martens vervolgens de overstap naar de jeugdopleiding van KRC Genk. In december 2020 ondertekende hij er zijn eerste profcontract.
Op 14 augustus 2022 maakte Martens zijn profdebuut in het shirt van Jong Genk, het beloftenelftal van KRC Genk dat in het seizoen 2022/23 zijn opwachting maakte in Eerste klasse B: op de openingsspeeldag kreeg hij van Hans Somers een basisplaats tegen Lierse Kempenzonen. Martens speelde in zijn debuutseizoen zestien competitiewedstrijden, waarvan slechts drie als invaller. Dat seizoen speelde hij ook zes wedstrijden in de UEFA Youth League, waarin hij vier wedstrijden op rij goed was voor een assist. In maart 2023 moest Martens een punt zetten achter zijn seizoen door een enkelbreuk. Kort daarop brak Genk zijn contract open tot medio 2025.
Martens begon het seizoen 2023/24 als invaller bij Jong Genk, maar naargelang het seizoen vorderde kreeg hij steeds vaker weer een basisplaats. Op 1 december 2023 scoorde hij zijn eerste doelpunt in het profvoetbal: in de Limburgse derby tegen Lommel SK scoorde hij het enige doelpunt van de wedstrijd.
In het seizoen 2024/25 groeide Martens opnieuw uit tot titularis bij Jong Genk, weliswaar in een meer offensievere rol dan in de voorgaande seizoenen. Martens droeg dat seizoen ook de aanvoerdersband bij Jong Genk. Halfweg het seizoen maakte Martens weliswaar op definitieve basis de overstap naar de Nederlandse eerstedivisionist Excelsior Rotterdam.

## Clubstatistieken
| Seizoen         | Club                | Land               | Competitie      | Competitie | Competitie | Beker | Beker | Supercup | Supercup | Europees | Europees | Totaal | Totaal |
| Seizoen         | Club                | Land               | Competitie      | Wed.       | Dlp.       | Wed.  | Dlp.  | Wed.     | Dlp.     | Wed.     | Dlp.     | Wed.   | Dlp.   |
| --------------- | ------------------- | ------------------ | --------------- | ---------- | ---------- | ----- | ----- | -------- | -------- | -------- | -------- | ------ | ------ |
| 2022/23         | Jong Genk           | Vlag van België    | Eerste klasse B | 16         | 0          | —     | —     | —        | —        | —        | —        | 16     | 0      |
| 2023/24         | Jong Genk           | Vlag van België    | Eerste klasse B | 21         | 2          | —     | —     | —        | —        | —        | —        | 21     | 2      |
| 2024/25         | Jong Genk           | Vlag van België    | Eerste klasse B | 15         | 4          | —     | —     | —        | —        | —        | —        | 15     | 4      |
| 2024/25         | Excelsior Rotterdam | Vlag van Nederland | Eerste divisie  | 6          | 0          | 0     | 0     | —        | —        | —        | —        | 6      | 0      |
| Carrière totaal | Carrière totaal     | Carrière totaal    | Carrière totaal | 58         | 6          | 0     | 0     | 0        | 0        | 0        | 0        | 58     | 6      |

Bijgewerkt op 27 februari 2025.

## Interlandcarrière
Martens nam in 2019 met België –16 deel aan het Campeonato Sudamericano –15, het Zuid-Amerikaanse kampioenschap waaraan naast alle CONMEBOL-leden ook België en Polen mochten deelnemen. In augustus 2020 werd hij geselecteerd voor een dubbele oefeninterland tussen België –17 en Duitsland –17 op 3 september 2020. In de eerste confrontatie van de dag kwam hij niet in actie, in de tweede confrontatie kreeg hij een basisplaats en wiste hij op het halfuur de openingstreffer van Samuel Bamba uit.